# جوزيف جون مارتن
جوزيف جون مارتن (بالإنجليزية: Joseph John Martin)‏ هو محامي وسياسي أمريكي، ولد في 21 نوفمبر 1833، وتوفي في 18 ديسمبر 1900. حزبياً، نشط في الحزب الجمهوري. وقد انتخب عضو مجلس النواب الأمريكي.